# لنز مینولتا ای‌اف ۷۰–۲۱۰میلی‌متر اف/۴
لنز مینولتا ای‌اف ۷۰-۲۱۰میلی‌متر اف/۴ (به انگلیسی: Minolta AF 70-210mm f/4 lens) نام لنز دوربین عکاسی از نوع زوم است که توسط شرکت مینولتا تولید می‌شود. فاصلهٔ کانونی این لنز ۷۰ تا ۲۱۰ میلی‌متر، دیافراگم آن دارای ۷ تیغه و ضریب اف آن اف ۴ تا اف ۳۲ است. این لنز در ۱۹۸۵ میلادی تولید و عرضه شده‌است.